# 康佩尔盖泽内克
康佩尔盖泽内克（法語：Quemper-Guézennec，法語發音：[kɛ̃pɛʁ ɡezɛnɛk]）是法国阿摩尔滨海省的一个市镇，位于该省北部偏西，属于甘冈区和甘冈城市圈。

## 地理
康佩尔盖泽内克（48°42'5"N, 3°6'20"W）面积23.08 平方千米，位于法国布列塔尼大區阿摩尔滨海省，该省份为法国西北部沿海省份，位于布列塔尼半岛北部，北濒大西洋英吉利海峡，西接菲尼斯泰尔省，南至莫尔比昂省，东临伊勒-维莱讷省。
与康佩尔盖泽内克接壤的市镇（或旧市镇、城区）包括：勒法韦特、朗莱夫、普卢里沃、蓬特里约、圣克莱特、伊维亚斯。

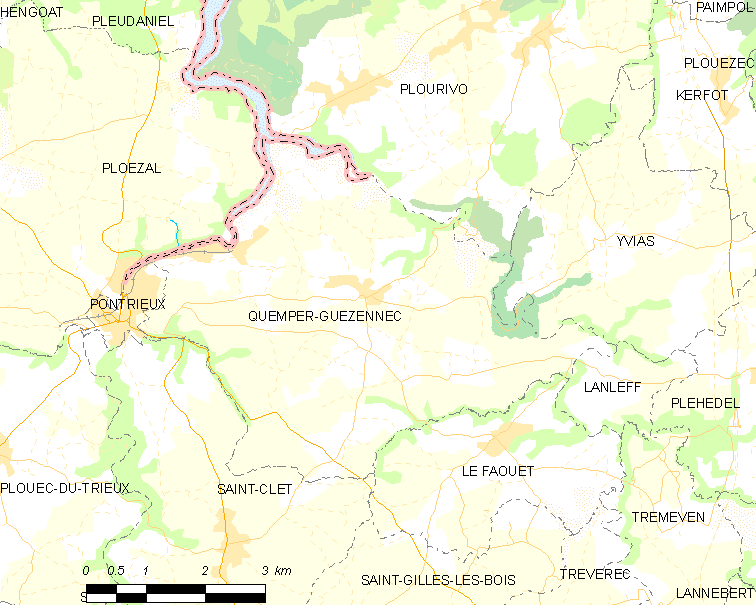
康佩尔盖泽内克的OSM定位图

康佩尔盖泽内克的时区为UTC+01:00、UTC+02:00（夏令时）。

## 行政
康佩尔盖泽内克的邮政编码为22260，INSEE市镇编码为22256。

## 政治
康佩尔盖泽内克所属的省级选区为贝加尔县。

## 人口

1962-2008年间康佩尔盖泽内克人口变化图示

康佩尔盖泽内克于2022年1月1日时的人口数量为1089人。